# 比利亚德弗拉德斯
比利亚德弗拉德斯（西班牙語：Villardefrades）是西班牙卡斯蒂利亚-莱昂巴利亚多利德省的一个市镇。总面积36平方公里，总人口244人（2001年），人口密度7人/平方公里。